# Abdulaziz Al Tarefe
 (avril 2020).
Abdulaziz Al-Tarefe (en arabe عبد العزيز الطريفي ; né le 29 novembre 1976 à Koweït) est un chercheur musulman saoudien. 

## Biographie
Al-Tarefe a terminé ses études universitaires au Collège de la charia de l'Université islamique Imam Muhammad bin Saud de la ville de Riyad. 

## Arrestation
Le régime saoudien a arrêté Abdulaziz Al-Tarefe le 23 avril 2016 et il est toujours détenu à ce jour[Quand ?],,,. En 2018, il est transféré à la suite d'une importante dégradation de sa santé,. 